# Kanton Chaville
Kanton Chaville (fr. Canton de Chaville) je francouzský kanton v departementu Hauts-de-Seine v regionu Île-de-France. Tvoří ho čtyři obce.

## Obce kantonu
- Chaville
- Marnes-la-Coquette
- Vaucresson
- Ville-d'Avray